# Tacca
Tacca is een geslacht dat afhankelijk van de taxonomische opvatting wordt ingedeeld bij de familie Dioscoreaceae of de familie Taccaceae. The Plant List erkent zestien soorten. Volgens de Flora of China bestaat het geslacht uit circa elf soorten die voornamelijk voorkomen in tropisch Azië en Oceanië. 
De soorten worden als medicinale plant toegepast. De wortelstokken kunnen als bron van zetmeel dienen. Een aantal soorten wordt gekweekt als sierplant, met name Tacca chantrieri.